# Nawojka

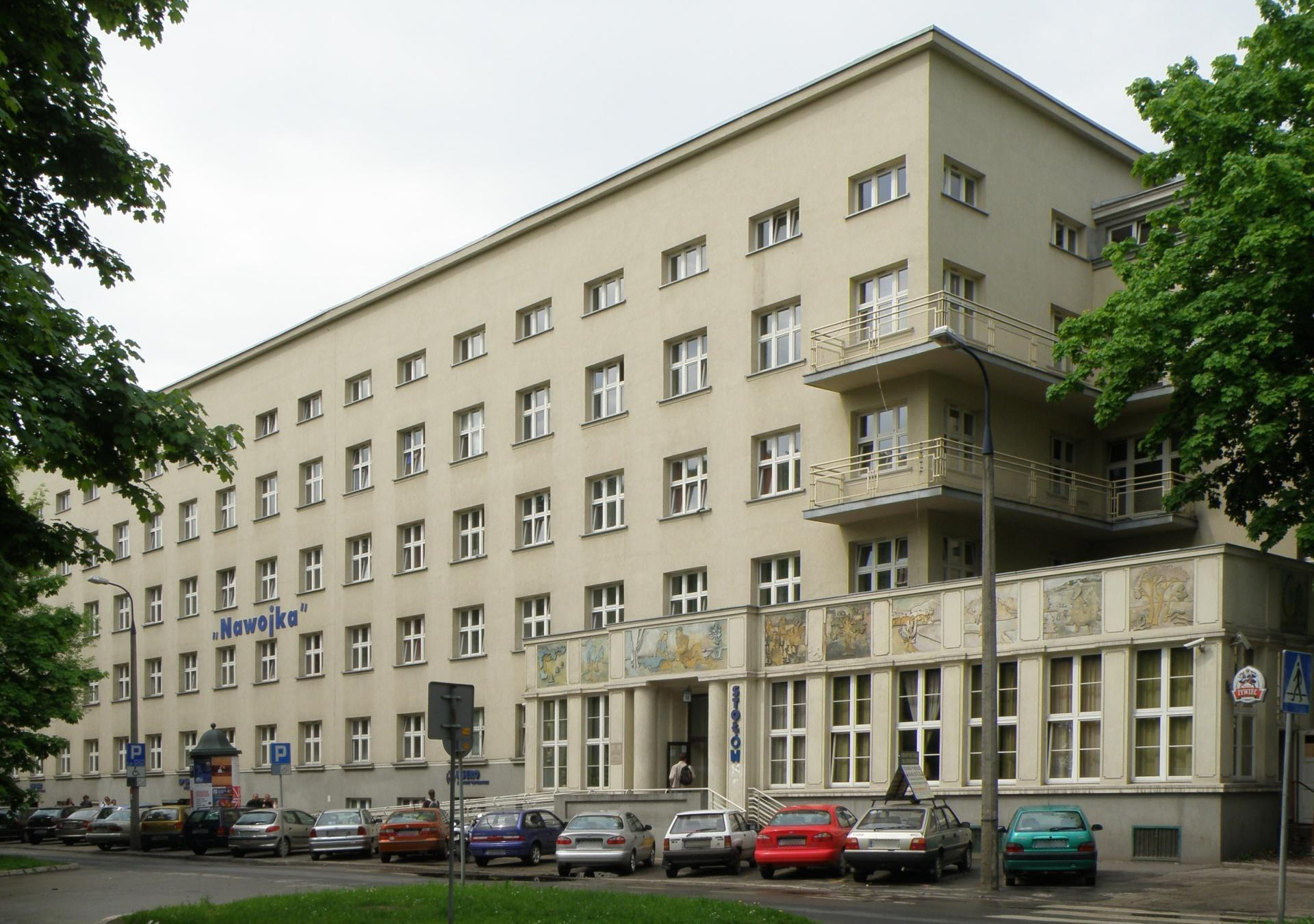
Dom studencki „Nawojka” w Krakowie, przy ul. Władysława Reymonta 11

Nawojka – na wpół legendarna postać z XV wieku uchodząca za pierwszą polską studentkę, a zarazem nauczycielkę.
W 1414 roku studia w Uniwersytecie Krakowskim rozpoczął piętnastoletni Jakub (lub Andrzej, spotykana jest też taka wersja). W rzeczywistości była to przebrana za chłopca Nawojka, która pochodziła z zamożnego wielkopolskiego rodu. Według innych źródeł była córką burmistrza Dobrzynia nad Wisłą.
Naukę czytania i pisania po polsku i po łacinie wyniosła z rodzinnego domu. Dalsze kształcenie uniemożliwiały jej ówczesne zwyczaje zabraniające przyjmowania kobiet w poczet studentów. Nie widząc innej możliwości, Nawojka posunęła się do podstępu. Legenda dobrzyńska głosi, iż Nawojka w 1407 r. uciekła po kryjomu z Dobrzynia w dniu jej planowanego ślubu. Kiedy w 1417 roku po trzech latach studiów przygotowywała się do złożenia końcowych egzaminów bakalarskich, została zdemaskowana przez syna wójta z Gniezna, rozpoczynającego w tym czasie naukę w Akademii Krakowskiej. Według innej wersji Nawojka zachorowała i lekarz, który ją badał, ujawnił mistyfikację. Istnieje też wersja głosząca, iż Nawojka została zdemaskowana podczas polewania się wodą podczas Lanego Poniedziałku.
W związku z doniesieniami Nawojkę postawiono przed sądem biskupim, który jednak orzekł jej niewinność. Profesorowie wystawili jej znakomite świadectwa nauki i moralności. Zaraz potem poszła do zakonu, gdzie prowadziła szkołę nowicjatu. Po latach została ksienią klasztoru.

## Upamiętnienie
- Z Nawojką łączony jest pochodzący z XV wieku Modlitewnik Nawojki (identyfikacja pozostaje w sferze hipotez)[2][1].
- Imię Nawojki nosi powstały w 1929 roku pierwszy żeński akademik Uniwersytetu Jagiellońskiego w Krakowie[1] oraz ulica (przedłużenie ul. Czarnowiejskiej)
- Imię legendarnej studentki nosi także kino w Lipnie na ziemi dobrzyńskiej[3].
- Maria Krüger poświęciła Nawojce opowiadanie Jadwisia, córka Nawoja (w zbiorze Złota korona).
- Na stronie głównej polskiej platformy navoica[4] widnieje informacja, że została nazwana od Nawojki.